# Ruch Młodoosmański
Młodzi Osmanowie (tur. Yeni Osmanlılar, Nowi Osmanowie) – grupa działaczy osmańskich założona w 1865 roku, pod wpływem myślicieli zachodnioeuropejskich, takich jak Monteskiusz, Rousseau, oraz pod wpływem Rewolucji francuskiej. Do organizatorów ruchu należeli pisarz Ibrahim Şinasi, Ziya Pasza, Namık Kemal, Avni Pasza, były wezyr Mustafa Fazıl.

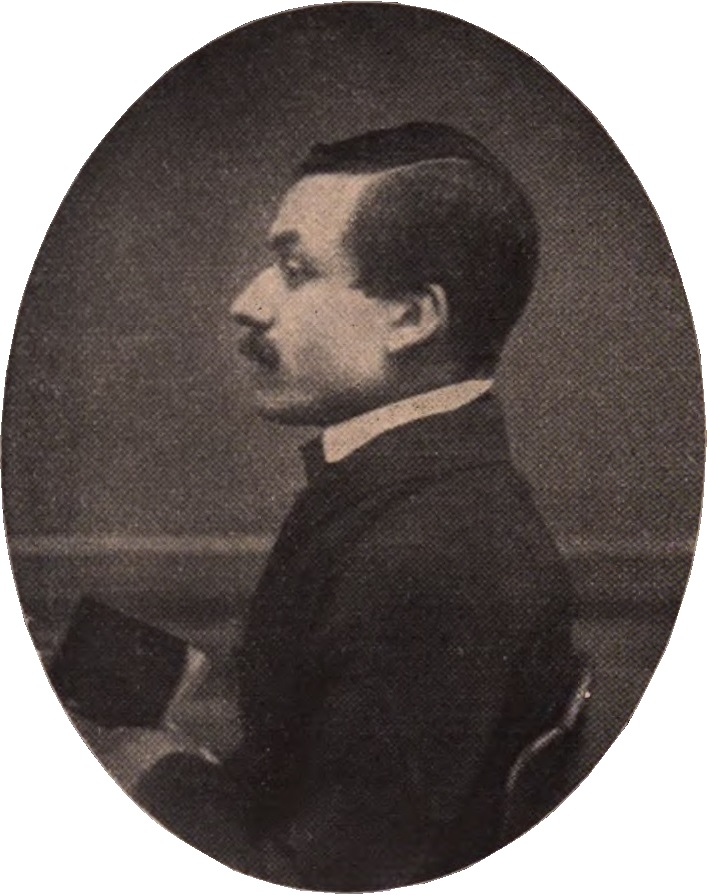
Ibrahim Şinasi

Namık Kemal

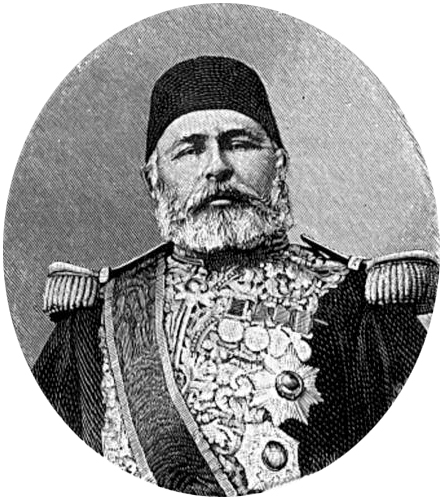
Avni Pasza

Młodzi Osmanowie byli rozczarowani reformami epoki tanzimatu i opowiadali się za bardziej demokratycznymi reformami. Głosili oni hasła liberalne i postępowe, żądali wprowadzenia konstytucji. Program Młodych Osmanów zawierał wprowadzenie konstytucji i systemu parlamentarnego. Lojalność i patriotyzm opierałyby się na wierze w konstytucję i demokrację, a nie na przynależności do określonej grupy etnicznej, językowej czy wyznaniowej. Wydawali oni czasopismo Informator (Muhbir). Wykrycie spisku w 1867 roku zmusiło uczestników ruchu do emigracji. W Paryżu ogłoszono akt powstania organizacji młodoosmańskiej. Jej przewodniczącym został Mustafa Fazıl, wiceprzewodniczącym – Polak Władysław Plater. W 1876 roku w wyniku demonstracji w Stambule doszli do władzy. Na czele rządu stanął Midhat Pasza. Za jego rządów ogłoszono konstytucję. Po przegranej wojnie z Rosją i kongresie berlińskim w 1878 roku, pozycja ruchu młodoosmańskiego została osłabiona i sułtan Abdülhamid II powrócił do rządów absolutystycznych.
Porażka polityki Młodych Osmanów spowodowała powstawanie innych ruchów, między innymi Ruchu młodotureckiego.